# Inkster (Michigan)
Inkster is een plaats (city) in de Amerikaanse staat Michigan, en valt bestuurlijk gezien onder Wayne County.

## Demografie
Bij de volkstelling in 2000 werd het aantal inwoners vastgesteld op 30.115.
In 2006 is het aantal inwoners door het United States Census Bureau geschat op 28.443, een daling van 1672 (-5,6%).

## Geografie
Volgens het United States Census Bureau beslaat de plaats een oppervlakte van
16,2 km², geheel bestaande uit land. Inkster ligt op ongeveer 195 m boven zeeniveau.

## Plaatsen in de nabije omgeving
De onderstaande figuur toont nabijgelegen plaatsen in een straal van 8 km rond Inkster.